# Megapenthes makiharai
Megapenthes makiharai là một loài bọ cánh cứng trong họ Elateridae. Loài này được Ôhira in Makihara & Ôhira miêu tả khoa học năm 2005.